# Кон, Эмма де
Эмма́ де Кон (фр. Emma de Caunes; 9 сентября 1976, Париж, Франция) — французская актриса, сценарист и режиссёр.

## Жизнь и карьера
Де Кон родилась в Париже, в семье французского актёра и режиссёра Антуана де Кона и режиссёра телевидения Гаэль Руайе. Она была замужем за певцом Синклер (настоящее имя Матьё Блан-Франкар), который является отцом её дочери Нины (родилась в Париже в октябре 2002).
Карьера Де Кон началась в возрасте 12 лет, роль в фильме ей любезно предоставила Мишель Ризе, её крестная мать. Персонаж которого она играла звали «Арвин». Она получила степень бакалавриата в кино в 1995 году.
Де Кон появилась в различных рекламных кампаниях до её первой главной роли в фильме Сильвии Верхей «Брат». Первая же главная роль в картине «Брат» (Un frère, 1997) принесла ей «Сезар» как лучшей молодой актрисе. Далее последовали роли в таких независимых фильмах, как «Путь свободен» (La voie est libre), «Будем держаться вместе» (Restons groupes) и «Тысяча километров» (Mille bornes). В 1999 году Эмма поставила свою первую короткометражку «Пуп вселенной» (Le nombril de l’Univers). Она вернулась к актёрской профессии в лентах «Скидок не будет» (Sans plomb), «Принцессы» (Princesses) и «Астерикс и Обеликс: Миссия «Клеопатра»» (Astérix & Obélix: Mission Cléopâtre). Среди последних фильмов с её участием: «Моя мать» (Ma mere, 2004) Кристофа Оноре, «Наука сна» (The Science of Sleep, 2006) Мишеля Гондри, «Скафандр и бабочка» (Le scaphandre et le papillon) Джулиана Шнабеля, «Мистер Бин на отдыхе» (Mr. Bean’s Holiday).

## Фильмография

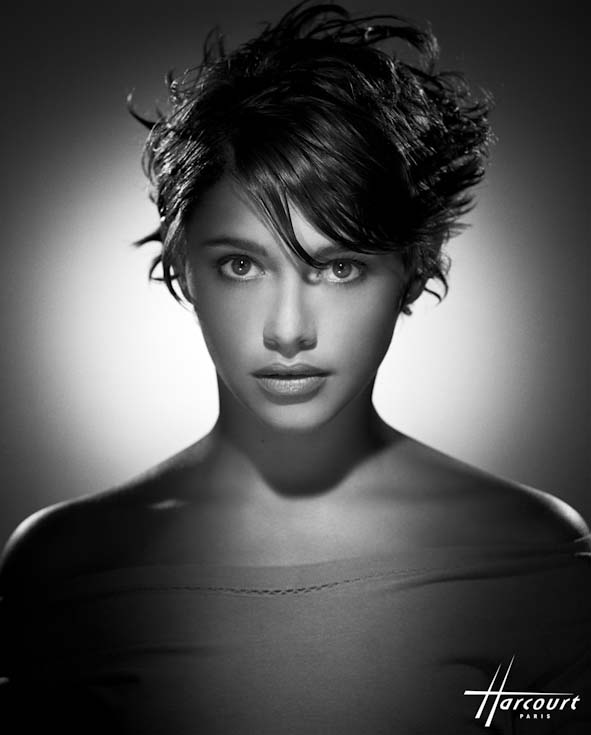
Эмма в 2005 году

1. 1988 — Марго и похититель детей / Margot et le voleur d’enfants — Арвин
2. 1997 — Брат / Un frère — Софи
3. 1998 — Путь свободен / La voie est libre — Надя
4. 1999 — Будем держаться вместе / Restons groupes — Клэр
5. 1999 — Тысяча километров / Mille bornes — Нина
6. 2000 — Притворитесь, что меня здесь нет / Faites comme si je n'étais pas là — Мари
7. 2002 — Астерикс и Обеликс: Миссия «Клеопатра» / Astérix & Obélix: Mission Cléopâtre — секретарь Цезаря
8. 2004 — Моя мать / Ma mère — Ханси
9. 2005 — Деликатес / Short Order — Фиона
10. 2006 — Наука сна / La Science des rêves — Зои
11. 2006 — Смывайся! / Souris City — Рита (озвучка французской версии)
12. 2006 — Скафандр и бабочка / Le Scaphandre et le papillon — императрица Евгения
13. 2007 — Мистер Бин на отдыхе / Mr. Bean’s Holiday — Сабин
14. 2007 — Век помрачения / L'âge des ténèbres — Карин Тенданс
15. 2008 — Шум окружающих людей / Le bruit des gens autour — Мод